# Brakel (Adelsgeschlecht)

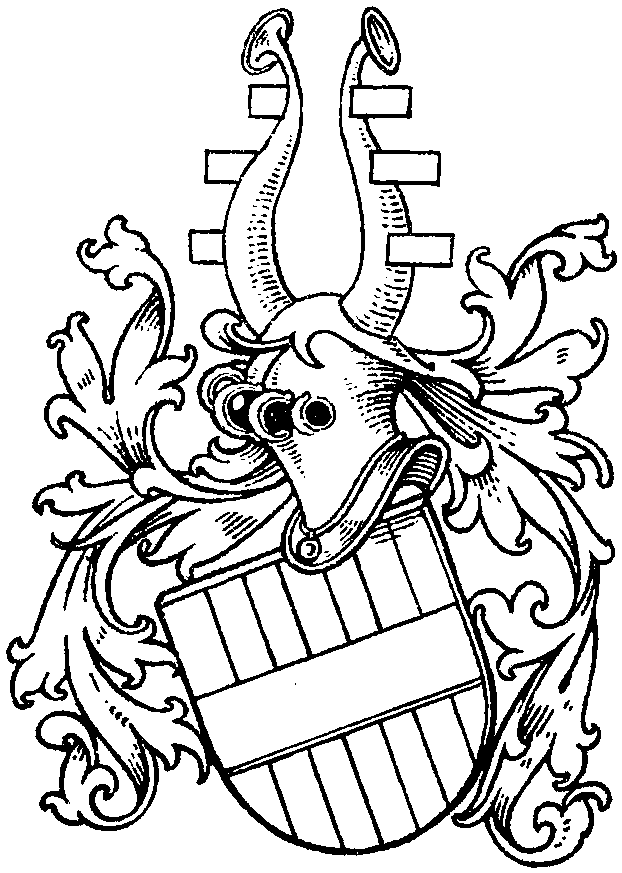
Wappen derer von Brakel

Die Herren von Brakel später Ritter von Brakel waren ein ursprünglich edelfreies später in den Ministerialenadel abgesunkenes Adelsgeschlecht mit dem Besitzschwerpunkt um Brakel im Kreis Höxter.
Die Familie ist von den rheinländisch-westfälischen Herren von Brackel und den baltisch-deutschen Herren von Brackel zu unterscheiden.

## Geschichte
Die Herren von Brakel waren ein ursprünglich edelfreies Geschlecht mit dem Schwerpunkt in der Gegend von Brakel in Ostwestfalen. Ihr Besitz war weit verstreut und lag zwischen Bünde in der Grafschaft Ravensberg bis Arolsen in der Grafschaft Waldeck, von Alstedt im Münsterland bis in den Harz.
Ein erster bekannter Vertreter war in der ersten Hälfte des 12. Jahrhunderts Werner I. von Brakel. Er war Ministerialer des Klosters Corvey und des Bischofs von Paderborn. Ob ein Werno von Brach, der in der Mitte des 12. Jahrhunderts erwähnt wird, mit Werner identisch ist und den ersten bekannten Vertreter der Familie darstellt, wird heute kritisch gesehen.
Ihr edelfreier Status lässt sich insbesondere durch ihre Heiratskreise im 13. Jahrhundert erschließen. Sie waren allerdings bereits im 12. Jahrhundert faktisch in den Ministerialenadel abgesunken. Dies hatte ihrem Ansehen aber offenbar nicht geschadet. Verwandtschaftliche Beziehungen bestanden unter anderem zu den Edelherren von Homburg, den Grafen von Everstein, den Grafen von Dassel oder den Edelherren von Büren.
Für die edelfreie Vergangenheit der Familie spricht auch, dass ihre frühen Angehörigen in der Reihe der Ministerialen immer als erste genannt wurden. Die Familie richtete um Brakel unter dem Königsbann und hatte die Hochgerichtsbarkeit inne. Auch wurden ihre Vertreter teilweise als dominus bezeichnet. Sie waren Lehensherren für 26 ritterschaftliche Familien.
Im Jahr 1223 verliehen die Herren dem Ort Brakel die Stadtrechte. Vor 1244 hatte die Familie die Stadt und die Burg Brakel sowie die Hinnenburg dem Stift Heerse zu Lehen aufgetragen. Im 13. Jahrhundert waren die Herren im Dienst der Äbtissin von Heerse, und somit Vögte der Stadt Brakel. In wirtschaftlicher Hinsicht erwies sich der Übergang zur Ministralität durch die vom Stift Heerse und dem Bischof von Paderborn erhaltenen Lehngüter als vorteilhaft. Im Übrigen spielte die Oberherrschaft des Stifts über Brakel und die Hinnenburg keine praktische Rolle. Die Herren nutzten sie weiter, wie ihr Eigentum. Insgesamt verfügten die von Brakel über drei Burgen. Neben den Hinnenburg war dies die Oldenburg und die Stadtburg von Brakel.
Die Familie förderte vor allem das Kloster Gehrden und das Kloster Hardehausen. Zur Familie gehörte Heinrich von Brakel, der mit teilweise gewaltsamer Unterstützung durch die Familie letztlich vergeblich versuchte, Bischof von Paderborn zu werden. Auch der Hildesheimer Bischof Johann I. von Brakel stammte aus der Familie.
Die Hinnenburg war 1268 noch im Besitz eines Berthold von Brakel. Durch eine Erbtochter kamen diese und ein Teil der Herrschaft Brakel in den Besitz der Herren von Asseburg. Auch die Grafen von Everstein hatten in dieser Zeit einen Teil von Brakel in Besitz. Der Bischof von Paderborn erwarb 1290 durch Kauf einen Anteil an der Herrschaft. Die Bischöfe erwarben 1316 von den Asseburgern beziehungsweise den Eversteinern weitere Anteile. In dieser Zeit hatten die Asseburger, der Bischof und die Familie von Brakel jeweils ein Drittel der Stadt inne. Immer deutlicher machte sich in der Folge aber der Anspruch der Bischöfe auf Landeshoheit geltend. Auch das Obereigentum ging vom Stift Heerse auf die Bischöfe über.
Insgesamt nahm die Bedeutung der Familie ab, wie verschiedene Besitzverkäufe und Verpfändungen zeigen. Neben dem Bischof nahm auch der Einfluss der Stadt Brakel zu Lasten der Familie zu. Im Jahr 1350 verkaufte diese ihren Anteil am Gogericht Brakel an die Stadt. Nach dem Aussterben der Familie 1384/1385 kam ihr übriger Besitz an das Hochstift Paderborn.

## Deutsch-baltische Herren von Brackel
Autor Peter von Brackel vermutet, dass der o. g. Heinrich von Brakel, der in den Jahren 1225–1248 als Ritter und Vasall des Bistums Ösel-Wiek erscheint, Stifter deutsch-baltischen Adelsgeschlechts derer von Brackel ist. In Sifridus de Brakele (urkundl. 1270–1283), 1271 Hauptmann und damit Statthalter des dänischen Königs in Reval, sieht Peter von Brackel einen mutmaßlichen Sohn Heinrichs. Ernst Heinrich Kneschke dagegen hatte schon 1855 berichtet, dass das Geschlecht derer von Brackel seinen Ursprung in Dortmund-Brackel haben soll, wo der Deutsche Orden die Kommende Brackel unterhielt.

## Wappen
Das Wappen der Edelherren von Brakel zeigt drei Pfähle mit einem darüber liegenden Querbalken. Auf dem Helm zwei Büffelhörner, nach außen mit je drei Balkenenden besteckt. Die Tingierung ist nicht überliefert. Die Pfähle verweisen auf die Pahlburg der Herren von Brakel.

## Personen
- Heinrich von Brakel (* vor 1200; † nach 1248), Geistlicher in Paderborn, nach seiner Exkommunikation als bischöflicher und dänischer Vasall im Baltikum.
- Johann I. von Brakel (* um 1200; † 1260), Bischof von Hildesheim 1257–1260